# Обчиці
Обчиці (словен. Občice) — поселення в общині Доленьське Топлице, регіон Південно-Східна Словенія, Словенія. Висота над рівнем моря: 236,5 м.